# Jambani, Sagar
Jambani là một làng thuộc tehsil Sagar, huyện Shimoga, bang Karnataka, Ấn Độ.